# Châteauneuf-de-Bordette
Châteauneuf-de-Bordette település Franciaországban, Drôme megyében. Lakosainak száma 101 fő (2022. január 1.). Châteauneuf-de-Bordette Aubres, Bénivay-Ollon, Mirabel-aux-Baronnies, Montaulieu, Nyons, Piégon, Les Pilles és Puyméras községekkel határos.

## Népesség
A település népességének változása:
| Lakosok száma | 42   | 66   | 77   | 103  | 96   | 93   | 96   | 102  | 104  | 101  |
|               | 1968 | 1982 | 1990 | 2006 | 2013 | 2015 | 2017 | 2019 | 2020 | 2022 |